# Jehuda Bauer
Jehuda Bauer (hebrejsky יהודה באואר‎, 6. dubna 1926 Praha – 18. října 2024) byl izraelský historik českého původu, který se specializoval na současnou historii, zejména na problematiku spojenou s historií holocaustu, genocidy a antisemitismu. Působil na Institutu současného Židovstva Avrahama Harmana a jako vědecký pracovník v jeruzalémském památníku Jad vašem.

## Životopis
Narodil se Praze v česko–německé rodině židovského původu. Jeho rodiče byli přesvědčení sionisté, jeho rodiče se snažili o vystěhování během třicátých let, podařilo se jim to však až 15. března 1939, kdy odjeli vlakem do Polska a přes Rumunsko odpluli na lodi do Palestiny.
Jehuda Bauer vystudoval střední školu v Haifě a po jejím ukončení vstoupil do hnutí odporu Palmach. Britským úřadům to však nebylo známo, takže mohl dostat v roce 1946 stipendium ke studiu na univerzitě v Cardiffu. V době války o nezávislost (1948) přerušil svá studia, aby mohl bojovat za nově vzniklý stát Izrael. Po získání nezávislosti se vrátil a dostudoval v Británii. Po návratu do Izraele se přestěhoval do kibucu Šoval a zároveň začal pracovat na své doktorské práci na Hebrejské univerzitě v Jeruzalémě. Doktorát získal v roce 1960 prací na téma o Britském mandátu v Palestině, následně začal vyučovat na Institutu současného Židovstva Hebrejské univerzity.
Pracoval také na sekretariátu strany Mapam, koaličního partnera vládnoucí strany Mapaj (Izraelské strany práce). Byl hostujícím profesorem na Brandeis University, Yale University a Richard Stockton College. Byl zakládajícím editorem Journal for Holocaust and Genocide Studies a podílel se na Encyklopedii holocaustu vydané památníkem Jad vašem v roce 1990.

## Ocenění
- V roce 1998 byl oceněn Izraelskou cenou za práce na „historii židovského národa“.
- V roce 2001 byl zvolen členem Izraelské akademie věd a klasického vzdělávání.
- V roce 2008 získal každoroční ocenění města Jeruzaléma (Čestný občan Jeruzaléma).

## Dílo
v českém překladu:
- Úvahy o holocaustu, Praha : Academia, 2009

v angličtině:
- The initial organization of the Holocaust survivors in Bavaria, Jerusalem: Yad Vashem, 1970
- From diplomacy to Resistance: A history of Jewish Palestine. Philadelphia: Jewish Publication Society of America, 1970. Translated from Hebrew by Alton M. Winters.
- Flight and rescue: Brichah. New York: Random House, c1970
- They chose life: Jewish resistance in the Holocaust. New York: The American Jewish Committee, c1973
- Rescue operations through Vilna, Jerusalem: Yad Vashem, 1973
- My brother's keeper: A history of the American Jewish Joint Distribution Committee. Philadelphia: The Jewish Publication Society of America, c1974
- The Holocaust and the struggle of the Yishuv as factors in the establishment of the State of Israel. [Jerusalem]: [Yad Vashem 1976]
- Trends in Holocaust research, Jerusalem: Yad Vashem, 1977
- The Holocaust in historical perspective. Seattle: University of Washington Press, c1978
- The Judenraete: some conclusions. [Jerusalem]: [Yad Vashem, 1979]
- The Jewish emergence from powerlessness. Toronto: University of Toronto Press, c1979
- The Holocaust as historical experience: Essays and a discussion, New York: Holmes & Meier, c1981
- American Jewry and the Holocaust. The American Jewish Joint Distribution Committee. Detroit: Wayne State University Press, 1981 ISBN 0-8143-1672-7
- Jewish foreign policy during the Holocaust. New York: 1984
- Jewish survivors in DP camps and She'erith Hapletah, Jerusalem: Yad Vashem, 1984
- Antisemitism today: Myth and reality. Jerusalem: Hebrew University. Institute of Contemporary Jewry, 1985
- Antisemitism in Western Europe. 1988
- ed., Present-day Antisemitism: Proceedings of the Eighth International Seminar of the Study Circle on World Jewry under the auspices of the President of Israel, Chajim Herzog, Jerusalem 29–31 December 1985. Jerusalem: The Vidal Sassoon International Center for the Study of Antisemitism, The Hebrew University, 1988
- Out of the ashes: The impact of American Jews on post-Holocaust European Jewry. Oxford: Pergamon Press, c1989
- The mission of Joel Brand. 1989
- ed., Remembering for the future: Working papers and addenda. Oxford: Pergamon Press,c1989
- Jewish reactions to the Holocaust. Tel-Aviv: MOD Books, c1989
- Résistance et passivité juive face à l'Holocauste. 1989
- Out of the Ashes. Oxford, Pergamon Press, 1989
- Antisemitism and anti-Zionism—New and old. 1990
- World War II. 1990
- Is the Holocaust explicable? 1990
- La place d'Auschwitz dans la Shoah. 1990
- The Brichah: Jerusalem: Yad Vashem, 1990
- The Holocaust, religion and Jewish history. 1991
- Who was responsible and when? Some well-known documents revisited. 1991
- Holocaust and genocide. Some comparisons. 1991
- The tragedy of the Slovak Jews within the framework of Nazi policy towards the Jews in general, 1992
- Vom christlichen Judenhass zum modernen Antisemitismus—Ein Erklaerungsversuch. 1992
- On the applicability of definitions—Anti-Semitism in present-day Europe. 1993
- Antisemitism as a European and world problem. 1993
- The Wannsee "Conference" and its significance for the "Final Solution". 1993
- Antisemitism in the 1990s. 1993
- The significance of the Final Solution. 1994
- Jews for sale?: Nazi-Jewish negotiations,. New Haven: Yale University Press, October 1994
- The Impact of the Holocaust. Thousand Oaks, CA: Sage, 1996
- A history of the Holocaust. New York: Franklin Watts, c1982, 2001
- Rethinking the Holocaust. Haven, Yale University, 2001